# Smolne Błoto
Smolne Błoto – część wsi Sianowska Huta w Polsce, położona w województwie pomorskim, w powiecie kartuskim, w gminie Kartuzy. Wchodzi w skład sołectwa Sianowska Huta.
W latach 1975–1998 Smolne Błoto administracyjnie należało do województwa gdańskiego.